# KS-23
KS-23（ロシア語: Карабин специальный 23мм）は1970年代にソビエト連邦で開発された散弾銃である。一般的な散弾銃とは異なりKS-23の銃身にはライフリングが切られているため、ロシア連邦軍等の運用組織においては特殊作戦向けのカービン銃として規定されている。

## 概要
KS-23は、刑務所での対暴動用銃器としてソビエト連邦内務省 （MVD）の要請を受けたTsNIITochMashによって開発された。計画自体は1971年から開始されたが、開発の行き詰まりから実際に製造されたのは設計開始から10年後の1981年になってからであった。
KS-23は1985年頃から内務省の管轄する部隊によって正式採用され、1990年代にはKS-23を屋内での近距離戦闘を考慮した仕様への改良研究が開始された。 その結果、KS-23MとKS-23Kの2種類のプロトタイプが開発されたが、現段階では主にKS-23Mが配備されている。 
現在も依然としてロシア連邦の法執行機関でKS-23とKS-23Mの両方が運用されており、他にも旧ソ連構成国や東側諸国の一部でもKS-23が現役として運用されている。
なお、KS-23一丁当たりの製造コストや現在の製造状況等は不明であるが、製造時期については少なくとも1998年頃までは製造されていたと見られる。

## 構造
KS-23の基本的な構造は従来のポンプアクション式散弾銃と大きくかけ離れてはいないものの、23mmの大口径を有するという特徴があり、これはアメリカ合衆国基準での6.27ゲージ、現行ヨーロッパ基準での4ゲージに相当する。この銃身はGSh-23機関砲用銃身の製造過程で発生した不良品を流用したものであるが、散弾の発射を想定した際の強度としては十分な水準を保っているという判断から使用が決定された。

## バリエーション
KS-23
最初に開発された基本モデル。銃床とハンドグリップの素材はそれぞれクルミ材とポリマーを採用している。3発の弾丸を保持できる管状弾倉を備え、1発をチャンバー内に保持することで最大で計4発の弾丸を装填できる。 使用弾薬によって異なるが、最大の有効射程は約150mである。
KS-23M ドロースト
KS-23MはKS-23をベースに開発されたソードオフモデルである。1990年10月から開発が開始され、1991年12月10日に他の25種類の散弾銃と共にトライアルに提出された。その後ロシア国内軍と警察部隊に採用され、現在に至るまで運用され続けている。KS-23との主な差異は、取り外し可能なワイヤーストックと短縮されたバレルであり、これにより室内等の閉所での良好な取り回し性能を実現している。ストック装着時の全長は875mm、取り外し時650mm、銃身長は410mm、銃の有効射程は100m程度である。
KS-23K
KS-23Kは、ブルパップレイアウトを特徴とするKS-23の派生型である。 KS-23Kは1998年にロシア内務省（MVD）での使用が認可された。従来使用されていたKS-23やKS-23Mはオーソドックスな管状弾倉を採用しており、迅速な再装填や弾薬の変更が困難であった為、KS-23Kはそれらの欠点の改善を目的として、弾倉をKS-23及びKS-23Mで採用されていた3発装填可能な管状弾倉から7発装填可能な箱型弾倉に変更した。他の改良点としては銃左側面のグリップ上部へのセーフティの追加、調整可能な照準器の搭載などがある。 有効射程は100m程度。
TOZ-123 ドレイク
ハンドグリップの形状等に変更を加えたKS-23の民間向けモデル。KS-23と同等の4ゲージ仕様であり、適用される法律や価格の面で一般的な狩猟用散弾銃とは大きく異なる為、商業的には成功しなかった。かつてはアメリカ合衆国でも販売されていたが、クリントン政権期には輸入が禁止された。

## 使用弾薬
KS-23は想定される様々な戦況に対応するため、複数の専用弾が開発された。一覧は以下の通りである。
"シュラプネル-10" («Шрапнель-10»)
10mの有効射程を持つバックショット（大粒散弾）。
"シュラプネル-25" («Шрапнель-25»)
25mの有効射程を持つバックショット。
"バリカーダ" («Баррикада»)
最長100メートルの射程を持つ、先端が尖ったソリッドスチール製の一粒弾。自動車のエンジンブロックを破壊するほか、コンクリートや土嚢、レンガ等の障害物に隠れたソフトターゲットに対しても有効である。
"ヴォルナ" («Волна», "Wave")
教習及び訓練用の模造弾。
"ヴォルナ-R" («Волна-Р», "Wave")
70mの有効射程を持つ教習及び訓練用のゴム製低致死性弾。40m以内での使用は危険であるため避ける。
"ストレラ-3" («Стрела-3», "Arrow")
プラスチック製の低致死性弾。
"チェリョームハ-7" («Черёмуха-7», "Bird Cherry"-7)
150mの有効射程を持つCN剤催涙弾。ガスの効果範囲は約30㎥である。後述のチェリョームハ-7Mによって置き換えられた。
"チェリョームハ-7M"(«Черёмуха-7M», "Bird Cherry"-7)
150mの有効射程を持つCN剤催涙弾。ガスの効果範囲は約50㎥である。
"シリン-7" («Сирень-7», "Lilac")
100mの有効射程を持つCS剤催涙弾。ガスの効果範囲は約50㎥である。
"ズヴェズダ" («Звезда», "Star")
フラッシュバン弾。閃光と大音響を発して人物を無力化する。
"PV-23"(«ПВ-23»)
下記の擲弾などを投射するための空包。
"チェリョームハ-6"(«Черёмуха-6»)
36mm口径の催涙弾。KS-23の銃口に追加アタッチメントである銃口装着式36mm擲弾筒"ナサトカ-6"(«Насадка-6»)を装着し、前述のPV-23を使用して撃ち出す。有効射程は200m、ガスの効果範囲は約60㎥である。
"チェリョームハ-12"(«Черёмуха-12»)
82mm口径の催涙弾。KS-23の銃口に追加アタッチメントである銃口装着式82mm擲弾筒"ナサトカ-12"(«Насадка-12»)を装着し、PV-23を使用して撃ち出す。有効射程は120m、ガスの効果範囲は約100㎥で、開豁地での使用に適する。
"OTs-06 コシュカ"（ОЦ-06 «Кошка» ）
KS-23の銃口に追加するアタッチメントで、先端に鉤が付いたロープを射出する。有効射程は水平方向に35m、垂直方向には7階建ての建物に相当する20mである。

## 運用国
- ソビエト連邦 /  ロシア
- アルメニア
- ウクライナ
- ベラルーシ
- カザフスタン
- ウズベキスタン
- 北朝鮮[2]
- ベトナム